# Rocheservière
 Rocheservière  es una población y comuna francesa, en la región de Países del Loira, departamento de Vendée, en el distrito de La Roche-sur-Yon y cantón de Rocheservière.

## Demografía
| 1638 | 1774 | 1948 | 2182 | 2245 | 2241 |
| Para los censos de 1962 a 1999 la población legal corresponde a la población sin duplicidades (Fuente: INSEE [Consultar]) |      |      |      |      |      |